# Сантьяго-де-Верагуас
Сантья́го-де-Вера́гуас (исп. Santiago de Veraguas) — город, расположенный на территории провинции Верагуас (Панама); административный центр провинции Верагуас и округа Сантьяго. 

## География
Площадь — 44,2 км². Население — 31 065 человек (2010 год). 
Через город проходит Панамериканское шоссе.

## История
Город основан 25 июля 1621 года.